# ستانلي برودسكي
ستانلي برودسكي (بالإنجليزية: Stanley Brodsky)‏ هو فيزيائي نظري وفيزيائي أمريكي، ولد في 9 يناير 1940 في سانت بول في الولايات المتحدة.